# Johann Adolf Hasse
Johann Adolf Hasse (Bergedorf bij Hamburg, 25 maart 1699 – Venetië, 16 december 1783) was een Duits componist. Als componist wordt hij gerekend tot de grootste vertegenwoordigers van de Italiaanse Opera seria van de 18e eeuw. Samen met Carl Heinrich Graun maakte hij de opera in Duitsland geliefd.

## Biografie
Zijn grootvader was organist in Lübeck. Zijn overgrootvader was Peter Hasse 'de Oude', een leerling van Jan Pieterszoon Sweelinck in Amsterdam. Zijn eerste muziekonderricht ontving hij van zijn vader. Zijn muzikale loopbaan begon Hasse als tenor, eerst bij de Theater am Gänsemarkt in Hamburg. Daar voerde Reinhard Keiser de scepter en werd voornamelijk Duits repertoire uitgevoerd. Vervolgens trok Hasse naar Brunswijk, waar zijn eerste opera Antioco in het hoftheater werd opgevoerd (1721).
In 1722 ging hij naar Napels om verder te studeren bij Nicola Porpora en – als een van zijn laatste leerlingen – bij Alessandro Scarlatti.
Vanaf 1727 werkte hij in Venetië aan het Conservatorio degli Incurabili, een opvanghuis voor jonge meisjes, die met veel muziekonderricht werden beziggehouden. Hasse ontmoette de prima donna Faustina Bordoni, een mezzosopraan, beroemd om haar trefzekerheid en virtuositeit.

### Faustina Bordoni
Faustina Bordoni was de bestbetaalde zangeres van haar tijd. Georg Friedrich Händel haalde haar in 1726 voor twee jaar naar Londen. Hasse huwde Bordoni in 1730, na zich in het voorafgaande jaar tot het katholicisme te hebben bekeerd. Cleofide een opera uit 1731, waarin zijn succesnummers uit Napels waren ingepast, is een uitzonderlijke opera in het barokrepertoire. De opera is gebaseerd op een drama van Pietro Metastasio en behandelt de betrekkingen van het oosten met het westen, destijds een geliefd onderwerp. Het verhaal is ook door veel andere componisten op muziek gezet. Met een opwindende opvoering dongen Hasse en Bordoni – die de hoofdrol zong – naar een vaste aanstelling bij August de Sterke, die in Hasse de meest geschikte opvolger zag voor Johann David Heinichen. In 1734 trok Hasse naar London om zijn Artaserse uit te voeren, maar weigerde als concurrent van Händel op te treden. In 1751 ging Faustina Bordoni met pensioen.

## Dresden

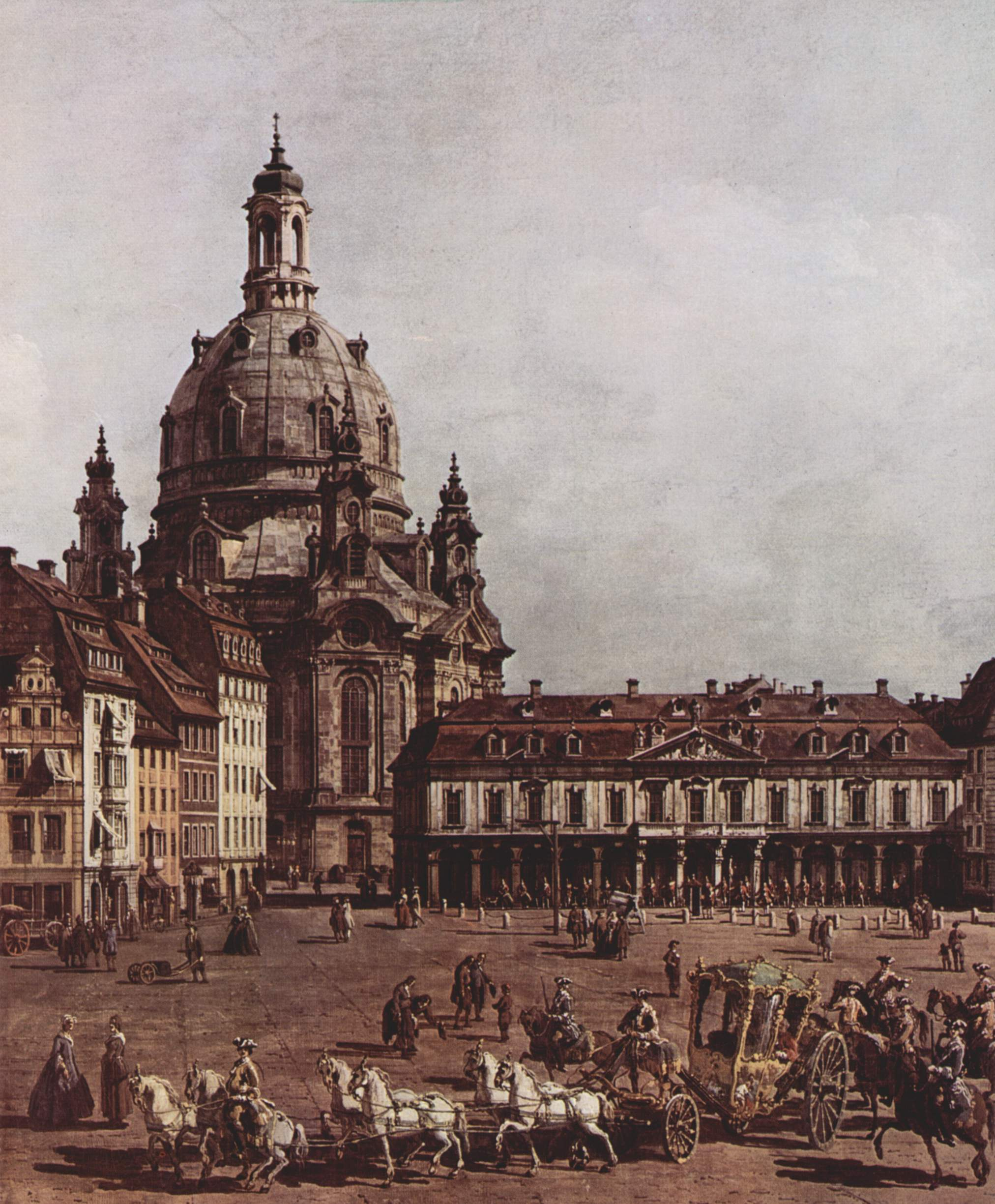
Dresden rond 1750 door Bernardo Bellotto

Van 1735 tot 1764, verbleef Hasse vaak in Dresden (Saksen), het Florence aan de Elbe, wanneer de keurvorst er resideerde. Daar was Hasse werkzaam als 'Ober-Hofkapellmeister' ten behoeve de keurvorst, Friedrich August II van Saksen.
De opera in Dresden was gebouwd ter gelegenheid van zijn huwelijk en beschikte mogelijk over 2.000 plaatsen. De zangers kregen goed betaald en de prima donna's hadden de beschikking over koetsen.
De hofkapel, later Säksische Staatskapelle genaamd, gold na dat van Napels als het beste orkest in Europa.
Hasse had een bijzonder contract; indien Frederik August, tevens koning van Polen, naar Warschau afreisde dan hoefde hij niet mee, maar reisde met zijn vrouw naar Italië.
In 1748 werd Hasse gevraagd twee van zijn werken uit te voeren bij de feestelijkheden ter gelegenheid van het huwelijk van Elisabeth van Brandenburg-Bayreuth, de dochter van Wilhelmina van Bayreuth. Zowel Ezio als Artaserse werden opgevoerd in het nog niet volledig opgeleverde Markgräfliches Opernhaus in Bayreuth. Bij de uitvoering van Ezio in Dresden in 1755 waren 620 personen betrokken, twintig dromedarissen, vier muildieren en vier wagens, beladen met roofgoederen.
Bij een belegering door Frederik de Grote en een bombardement in 1760, waarbij een bibliotheek werd verwoest, zijn vele van zijn handgeschreven composities in vlammen opgegaan. Na de begrafenis van de keurvorst ging Hasse in 1764 naar Wenen, waar hij de lievelingscomponist werd van keizerin Maria Theresia. De Zevenjarige Oorlog had het hof in Dresden in grote financiële moeilijkheden gebracht en Hasse werd om bezuinigingsredenen ontslagen, zonder pensioen.
Ter gelegenheid van de bruiloft van aartshertog Ferdinand van Oostenrijk, componeerde Hasse zijn laatste opera, Ruggiero (1771). In Milaan ontmoette hij de 14-jarige Mozart en was onder de indruk van zijn talent.
Op aandringen van zijn vrouw koos hij ervoor (1773) om zijn laatste levensjaren in Venetië door te brengen, waar hij nog steeds als kapelmeester aan het Conservatorio degli Incurabili werkte. Faustina Bordoni stierf er in 1781. Johann Adolf Hasse overleed twee jaar later.

## Werken
Hasse componeerde meer dan zestig opera's, ongeveer twee per jaar. Hij onderscheidde zich als de meest waardige vertolker van de poëzie van Pietro Metastasio.
Wat opera betreft behoort zijn werk Piramo e Tisbe (Wenen, november 1768), een tragisch intermezzo in twee akten, naar het libretto van Marco Coltelli tot zijn meest gewaardeerde werken. Er zijn slechts drie solisten, die niet door een basso continuo worden begeleid, maar door het gehele orkest, net als in de werken van de toen populaire Gluck.
Verder componeerde hij elf oratoria, zeventien cembalosonaten en kerkmuziek, zoals missen, psalmen, motetten, hymnen en litanieën; ten slotte talrijke concerten, trio- en solosonates en ongeveer tachtig fluitsonates voor Frederik de Grote.

## Composities

### Missen en gewijde muziek
- 1751 Messe in d (ter opening en inwijding van de Rooms-Katholieke "Hofkirche", nu, Kathedrale Sankt Trinitatis Dresden)
- 1751 Te Deum (ter opening en inwijding van de Rooms-Katholieke "Hofkirche", nu: Kathedrale Sankt Trinitatis Dresden)
- 1763 Requiem in C-groot, voor de uitvaart van Koning August III van Polen of "Frederik August II keurvorst van Saksen"
- 1783 Missa ultima in g
- Beatus vir
- Confitebor tibi in F groot
- Dixit Dominus in C groot
- Miserere in d
- Miserere in F
- Miserere in c
- Regina coeli in D
- Requiem in Es groot
- Salve Regina in A
- Salve Regina in F
- Venite pastores – Motetto pastorale

### Oratoria
- 1734 Il cantico de' tre fanciulli, oratorium – tekst: Stefano Benedetto Pallavicino
- 1742 I pellegrini al sepolcro di nostro redentore, oratorium in 2 delen – tekst: Stefano Benedetto Pallavicino
- 1750 La conversione di Sant' Agostino, oratorium – tekst: Maria Antonia Walpurgis van Saksen
- 1744 Ci'l un parantê und parsol scelopgrini, oratorium – tekst: Stefano Benedotto Pallavicino

### Muziektheater

#### Opera's
| Voltooid in | titel                                                                        | aktes   | première | libretto                                                                  |
| ----------- | ---------------------------------------------------------------------------- | ------- | --- | ------------------------------------------------------------------------- |
| 1721        | Antioco (niet volledig behouden)                                             | 3 aktes | 11 augustus 1721, Brunswijk | Apostolo Zeno en Pietro Pariati                                           |
| 1725        | Marc'Antonio e Cleopatra                                                     | 2 delen | september 1725, Napels | Francesco Ricciardi                                                       |
| 1726        | Il Sesostrate                                                                | 3 aktes | 13 mei 1726, Napels | Apostolo Zeno en Pietro Pariati: "Sesostri", bewerkt door Angelo Carasale |
| 1726        | La Semele ossia La richiesta fatale                                          | 2 delen | herfst 1726, Napels | Francesco Ricciardi                                                       |
| 1726        | L'Astarto                                                                    | 3 aktes | december 1726, Napels | Apostolo Zeno en Pietro Pariati, bewerkt van Angelo Carasale              |
| 1727        | Gerone tiranno di Siracusa                                                   | 3 aktes | 19 november 1727, Napels | Aurelio Aureli                                                            |
| 1727        | Enea in Caonia                                                               | 2 delen | 1727, Napels | Luigi Maria Stampiglia                                                    |
| 1728        | Attalo re di Bitinia                                                         | 3 aktes | mei 1728, Napels | Francesco Silvani                                                         |
| 1728-1729   | L'Ulderica (niet volledig behouden)                                          | 3 aktes | 29 januari 1729, Napels | niet bekend                                                               |
| 1729        | La sorella amante                                                            | 2 aktes | lente 1729, Napels | Bernardo Saddumene                                                        |
| 1729        | Il Tigrane                                                                   | 3 aktes | 4 november 1729, Napels, Teatro San Bartolomeo                                                                                     | Francesco Silvani                                                         |
| 1729        | L'Erminia                                                                    | 2 aktes | winter 1729, Napels | Bernardo Saddumene                                                        |
| 1730        | Artaserse                                                                    | 3 aktes | 1e versie: februari 1730, Venetië, Teatro San Giovanni Crisostomo; 2e versie: 9 september 1740, Dresden; 3e versie: 1760, Napels   | Pietro Metastasio                                                         |
| 1730        | Dalisa (niet volledig behouden)                                              | 3 aktes | 17 mei 1730, Venetië | Domenico Lalli, naar Nicolò Minato                                        |
| 1730        | Arminio (niet volledig behouden)                                             | 3 aktes | 28 augustus 1730, Milaan | Antonio Salvi                                                             |
| 1730        | Ezio                                                                         | 3 aktes | 1e versie: Herfst 1730, Napels; 2e versie: 1755, Dresden;                                                                          | Pietro Metastasio                                                         |
| 1731        | Cleofide                                                                     | 3 aktes | 13 september 1731, Dresden | Michelangelo Boccardi, naar Pietro Metastasio: "Alessandro nell'Indie"    |
| 1731        | Catone in Utica (niet volledig behouden)                                     | 3 aktes | 26 december 1731, Turijn | Pietro Metastasio                                                         |
| 1732        | Cajo Fabrizio                                                                | 3 aktes | 1e versie: 12 januari 1732, Rome; 2e versie: 8 juli 1734, Dresden;                                                                 | Pirro en Apostolo Zeno                                                    |
| 1732        | Demetrio                                                                     | 3 aktes | 1e versie: carnaval, 1732, Venetië, Teatro San Giovanni Crisostomo; 2e versie: 8 februari 1740, Dresden;                           | Pietro Metastasio                                                         |
| 1732        | Euristeo                                                                     | 3 aktes | mei 1732, Venetië | Apostolo Zeno                                                             |
| 1732        | Issipile                                                                     | 3 aktes | 1 oktober 1732, Napels | Pietro Metastasio                                                         |
| 1733        | Siroe                                                                        | 3 aktes | 1e versie: 2 mei 1733, Bologna; 2e versie: 1763, Dresden;                                                                          | Pietro Metastasio                                                         |
| 1734        | Sei tu, Lidippe, o il sole                                                   |         | 2 augustus 1734, Dresden | Stefano Benedetto Pallavicino                                             |
| 1735        | La clemenza di Tito                                                          | 3 aktes | 1e versie: 24 september 1735, Pesaro; 2e versie: 17 januari 1738, Dresden; 3e versie: 1759, Napels                                 | Pietro Metastasio                                                         |
| 1736        | Alessandro nell'Indie                                                        | 3 aktes | 1736, Venetië | Pietro Metastasio                                                         |
| 1736-1737   | Senocrita                                                                    | 5 aktes | 27 februari 1737, Dresden | Stefano Benedetto Pallavicino                                             |
| 1737        | Atalanta                                                                     | 3 aktes | 26 juli 1737, Dresden | Stefano Benedetto Pallavicino                                             |
| 1737        | Asteria                                                                      | 3 aktes | 3 augustus 1737, Dresden | Stefano Benedetto Pallavicino                                             |
| 1737-1738   | Irene                                                                        | 3 aktes | 8 februari 1738, Dresden | Stefano Benedetto Pallavicino                                             |
| 1738        | Alfonso                                                                      | 5 aktes | 11 mei 1738, Dresden | Stefano Benedetto Pallavicino                                             |
| 1739        | Viriate                                                                      | 3 aktes | carnaval 1739, Venetië | Pietro Metastasio: "Siface"                                               |
| 1741        | Numa (Numa Pompilio)                                                         | 3 aktes | 7 oktober 1741, slot Hubertusburg                                                                                                  | Stefano Benedetto Pallavicino                                             |
| 1742        | Lucio Papirio (Lucio Papirio Dittatore)                                      | 3 aktes | 18 januari 1742, Dresden | Apostolo Zeno                                                             |
| 1742        | Didone abbandonata                                                           | 3 aktes | 1e versie: 7 oktober 1742 slot Hubertusburg; 2e versie: 4 februari 1743, Dresden                                                   | Pietro Metastasio, bewerkt van Francesco Algarotti                        |
| 1743        | L'asilo d'Amore                                                              | 1 akte  | 7 oktober 1743, slot Hubertusburg                                                                                                  | Pietro Metastasio                                                         |
| 1743        | Antigono                                                                     | 3 aktes | 20 januari 1744, Dresden, Hoftheater                                                                                               | Pietro Metastasio                                                         |
| 1743-1744   | Ipermestra                                                                   | 3 aktes | 1e versie: 8 januari 1744, Wenen; 2e versie: 7 oktober 1751, slot Hubertusburg;                                                    | Pietro Metastasio                                                         |
| 1744        | Semiramide riconosciuta                                                      | 3 aktes | 1e versie: 26 december 1744, Venetië, Teatro San Giovanni Crisostomo; 2e versie: 11 januari 1747, Dresden;                         | Pietro Metastasio                                                         |
| 1745        | Arminio                                                                      | 3 aktes | 1e versie: 7 oktober 1745, Dresden; 2e versie: 8 januari 1753, Dresden;                                                            | Giovanni Claudio Pasquini                                                 |
| 1747        | La spartana generosa ovvero Archidamia                                       | 3 aktes | 14 juni 1747, Dresden | Giovanni Claudio Pasquini                                                 |
| 1747        | Leucippo                                                                     | 3 aktes | 1e versie: 7 oktober 1747, slot Hubertusburg; 2e versie: 7 januari 1751, Dresden;                                                  | Giovanni Claudio Pasquini                                                 |
| 1748        | Demofoonte; (het is niet zeker, dat deze opera door Hasse werd gecomponeerd) | 3 aktes | 1e versie: 9 februari 1748, Dresden; 2e versie: carnaval 1749, Venetië; 3e versie: 1758, Napels;                                   | Pietro Metastasio                                                         |
| 1749        | Il natal di Giove                                                            | 1 akte  | 7 oktober 1749, slot Hubertusburg                                                                                                  | Pietro Metastasio                                                         |
| 1750        | Attilio Regolo (Attilius Regulus)                                            | 3 aktes | 12 januari 1750, Dresden | Pietro Metastasio                                                         |
| 1750        | Endimione                                                                    |         | rond 1750, Warschau | naar Pietro Metastasio                                                    |
| 1751        | Ciro riconosciuto                                                            | 3 aktes | 1e versie: 20 januari 1751, Dresden; 2e versie: 17 januari 1762, Warschau;                                                         | Pietro Metastasio                                                         |
| 1752        | Adriano in Siria                                                             | 3 aktes | 17 januari 1752, Dresden | Pietro Metastasio                                                         |
| 1753        | Solimano                                                                     | 3 aktes | 5 februari 1753, Dresden | Giovanni Ambrogio Migliavacca                                             |
| 1753        | L'eroe cinese                                                                | 3 aktes | 7 oktober 1753, slot Hubertusburg                                                                                                  | Pietro Metastasio                                                         |
| 1754        | Artemisia                                                                    | 3 aktes | 6 februari 1754, Dresden | Giovanni Ambrogio Migliavacca                                             |
| 1755        | Ezio (revisie van de versie uit 1730)                                        | 3 aktes | 20 januari 1755, Dresden | Pietro Metastasio, bewerkt van Giovanni Ambrogio Migliavacca              |
| 1755        | Il re pastore                                                                | 3 aktes | 1e versie: 7 oktober 1755, slot Hubertusburg; 2e versie: 7 oktober 1762, Warschau;                                                 | Pietro Metastasio                                                         |
| 1756        | L'Olimpiade                                                                  | 3 aktes | 1e versie: 16 februari 1756, Dresden; 2e versie: 26 december 1764, Turijn;                                                         | Pietro Metastasio                                                         |
| 1758        | Nitteti                                                                      | 3 aktes | 1e versie: carnaval 1758, Venetië; 2e versie: 3 augustus 1759, Warschau;                                                           | Pietro Metastasio                                                         |
| 1758        | Il sogno di Scipione                                                         | 1 akte  | 7 oktober 1758, Warschau | Pietro Metastasio                                                         |
| 1758        | Demofoonte (revisie van de versie uit 1748)                                  | 3 aktes | 4 november 1758, Napels | Pietro Metastasio                                                         |
| 1759        | La clemenza di Tito (revisie van de versie uit 1735)                         | 3 aktes | 20 januari 1759, Napels | Pietro Metrastasio                                                        |
| 1759        | Achille in Sciro                                                             | 3 aktes | 4 november 1759, Napels | Pietro Metastasio                                                         |
| 1760        | Artaserse in Sciro (revisie van de versie uit 1730)                          | 3 aktes | 26 of 27 januari 1760, Napels | Pietro Metastasio                                                         |
| 1760        | Alcide al Bivio                                                              | 1 akte  | 7 oktober 1760, Wenen, Hofburg (ter gelegenheid van huwelijk van aartshertog Jozef II en prinses Isabella Maria van Bourbon-Parma) | Pietro Metastasio                                                         |
| 1761        | Zenobia                                                                      | 3 aktes | 7 oktober 1761, Warschau | Pietro Metastasio                                                         |
| 1762        | Il trionfo di Clelia                                                         | 3 aktes | 1e versie: 27 april 1762, Wenen, Burgtheater; 2e versie: 3 augustus 1762, Warschau;                                                | Pietro Metastasio                                                         |
| 1762-1763   | Siroe (revisie van de versie uit 1733)                                       | 3 aktes | 3 augustus 1763, Dresden | Pietro Metastasio                                                         |
| 1764        | Egeria                                                                       | 1 akte  | 24 april 1764, Wenen | Pietro Metastasio                                                         |
| 1765        | Romolo ed Ersilia                                                            | 3 aktes | 6 augustus 1765, Innsbruck | Pietro Metastasio                                                         |
| 1767        | Partenope                                                                    | 2 aktes | 9 september 1767, Wenen, Burgtheater                                                                                               | Pietro Metastasio                                                         |
| 1768        | Piramo e Tisbe                                                               | 2 aktes | november 1768, Wenen, Burgtheater                                                                                                  | Marco Coltellini                                                          |
| 1771        | Il Ruggiero, ovvero L'eroica gratitudine                                     | 3 aktes | 16 oktober 1771, Milaan | Pietro Metastasio                                                         |

#### Intermezzi
| Voltooid in | titel                                                                        | aktes   | première                                                           | libretto                                   | in verband met de opera                                          |
| ----------- | ---------------------------------------------------------------------------- | ------- | ------------------------------------------------------------------ | ------------------------------------------ | ---------------------------------------------------------------- |
| 1726        | Miride e Damari                                                              | 2 delen | 13 mei 1726, Napels                                                | Angelo Carasale                            | Il Sesostrate                                                    |
| 1726        | Larinda e Vanesio (L'artigiano gentiluomo); Duits: (Der Bürger als Edelmann) | 3 delen | 1e versie: december 1726, Napels; 2e versie: 8 juli 1734, Dresden; | Antonio Salvi, bewerkt van Angelo Carasale | 1e versie: L'Astarto; 2e versie: Cajo Fabricio                   |
| 1727        | Grilletta e Porsugnacco                                                      | 3 delen | 19 november 1727, Napels                                           | naar Molière                               | Gerone tiranno di Siracusa                                       |
| 1728        | Carlotta e Pantaleone (La finta tedesca)                                     | 3 delen | mei 1728, Napels                                                   | Bernardo Saddumene                         | Attalo re di Bitinia                                             |
| 1728        | Scintilla e Don Tabarrano (La contadina)                                     | 2 delen | 1e versie: herfst 1728, Napels; 2e versie: 26 juli 1737, Dresden;  | Bernardo Saddumene en Andrea Belmuro       | 1e versie: Il Clitarco van Pietro Scarlatti; 2e versie: Atalanta |
| 1729        | Merlina e Galoppo (La fantesca) (Il capitano Galoppo)                        | 3 delen | 29 januari 1729, Napels                                            | Bernardo Saddumene                         | L'Ulderica                                                       |
| 1729        | Dorilla e Balanzone (La serva scaltra; La moglie a forza)                    | 3 delen | 4 november 1729, Napels                                            | Bernardo Saddumene                         | Il Tigrane                                                       |
| 1730        | Lucilla e Pandolfo (Il tutore)                                               | 2 delen | 1e versie: herfst 1730, Napels; 2e versie: 11 mei 1738             | Bernardo Saddumene                         | 1e versie: Ezio; 2e versie: Alfonso                              |
| 1732        | Arrighetta e Cespuglio (La donna accorta)                                    | 2 delen | herfst 1732, Napels                                                |                                            | Catone in Utica van Leonardo Vinci, bewerkt van Leonardo Leo     |
| 1737        | Rimario e Grillantea                                                         | 1 deel  | 3 augustus 1737, Dresden                                           |                                            | Asteria                                                          |
| 1741        | Pimpinella e Marcantonio                                                     | 1 deel  | 7 oktober 1741, slot Hubertusburg                                  |                                            | Numa Pompilio                                                    |

## Media
Se del fiume, from Artaserse (1730-1734)ⓘ